# Pagode Beisi
La pagode Beisi (en mandarin simplifié : 北寺塔 ; en pinyin : Běisì Tǎ) est une pagode situé à Suzhou dans la province de Jiangsu en République populaire de Chine. Elle mesure 76 mètres de haut.